# Last Mountain Lake 80A
Last Mountain Lake 80A är ett reservat i Kanada.   Det ligger i provinsen Saskatchewan, i den sydöstra delen av landet, 2 200 km väster om huvudstaden Ottawa.
Trakten runt Last Mountain Lake 80A består till största delen av jordbruksmark. Trakten runt Last Mountain Lake 80A är nära nog obefolkad, med mindre än två invånare per kvadratkilometer.